# Lnička tařicovitá
Lnička tařicovitá (Camelina alyssum) je rostlina považována ještě v prvé půli 20. století za nepříjemný plevel a v současnosti je vedena jako druh vymizelý z flory České republiky. Stejný osud potkal tuto bylinu z rodu lnička ve většině evropských zemí.

## Výskyt
Druh byl v minulosti rozšířen téměř po celé Evropě a dále v Malé Asii, západní Sibiři i okolo Bajkalu, zavlečen byl i do Ameriky a Austrálie. Jeho šíření souviselo s pěstováním lnu, ve kterém jako speciální plevelná rostlina vyrůstal a zároveň se s jeho semeny rozšiřoval na jiná stanoviště. Jen málo se vyskytoval v obilninách nebo v jiných plodinách či na neobdělávané půdě.
Lnička tařicovitá je jednoletou rostlinou která snáší silné zastínění a může vyrůstat i v hustém porostu. Její semena jsou přibližně stejně velká i tvarem podobná lněným semenům a ještě ve 40. létech 20. století nebylo dost dobře možno semena těchto plodin od sebe oddělit. Se sklizni lněného semene se sklidilo i semeno lničky tařicovité a obě rostliny se zase společně vysely. Byla proto neodmyslitelnou plevelnou rostlinou lnářských oblastí, vystupovala se lnem i poměrně vysoko do hor, silně zamořená pole se po několik let musela vystříhat pěstování lnu.

## Popis
Rostlina se vzpřímenou, obvykle nerozvětvenou lodyhou vysokou 30 až 70 cm. Přisedlé lodyžní listy s objímavými oušky jsou podlouhlé až kopinaté, po obvodě celistvé nebo jemně zoubkované a spodní bývají někdy i chobotnatě zubaté až peřenodílné. Čtyřčetné květy vytvářející poměrně řídké a krátké hrozny jsou oboupohlavné. Kališní lístky jsou asi 4 mm dlouhé, světle žluté korunní lístky mívají okolo 4 až 6 mm délky. Rostliny kvetou v červnu a červenci, jednotlivě až do podzimu.
Plody jsou obvejčité až hruškovité tenkoblanné šešulky 6 až 12 mm dlouhé a téměř stejně široké. Vyrůstají na rovných nebo obloukovitých, dolu ohnutých stopkách, jejich chlopně mají výraznou střední žilku a zřetelnou žilnatinu. Žlutohnědá semena jsou 2,5 mm dlouhá. Ploidie druhu je 2n = 40.
Tento druh lničky se rozmnožuje výhradně semeny která mnohou klíčit brzy po zasetí. Klíčí však nepravidelně, při dostatku vláhy mohou vyklíčit po celý rok a podržují si životnost i po několik let.

## Txonomie
Lnička tařicovitá se vyskytuje ve dvou poddruzích někdy považovaných za samostatné druhy:
- lnička tařicovitá pravá (Camelina alyssum (Mill.) Thell. subsp. alyssum)
- lnička tařicovitá celokrajná (Camelina alyssum (Mill.) Thell. subsp. integerrima) (Čelak.) Smejkal

Lnička tařicovitá celokrajná mívá oproti nominátnímu poddruhu listy celokrajné a korunní plátky dlouhé 5 až 6 mm. Její šešulky bývají dlouhé 8 až 12 mm a jsou úzce obvejčité (zřetelně delší než širší) a na vrcholu zaoblené.

## Vymizení
S nástupem speciálních čisticích strojů (využívajících toho, že semena lničky tařicovité jsou o něco těžší než semena lnu) a s používáním herbicidů se začala tato rostlina z přírody České republiky i celé Evropy vytrácet. Protože lnička tařicovitá nebyla v české přírodě po mnoho let zaznamenána, byla roku 2001 a opětovně v roce 2012 v "Červeném seznamu cévnatých rostlin České republiky" prohlášena za druh vymizelý z české přírody (A1).